# Hans Edmund Wolters
Hans Edmund Wolters (* 11. Februar 1915 in Duisburg; † 22. Dezember 1991) war ein deutscher Ornithologe.

## Leben und Wirken
Wolters verbrachte seine Kindheit in Geilenkirchen. Nach dem Zweiten Weltkrieg arbeitete er als Schullehrer. 1960 wurde er außerordentliches Mitglied im Museum Koenig in Bonn, wo er ehrenamtlich in der Abteilung für Vogelkunde beschäftigt war. 1966 wurde er zum Kurator und später zum Chefkurator der Vogelabteilung ernannt. 1973 übernahm Wolters die Leitung der Abteilung der Vogelkunde im Museum Koenig. Von 1974 bis 1979 war er Herausgeber der Museums-Journale Bonner zoologische Beiträge und Bonner zoologische Monographien. Auch im Ruhestand ab 1980 setzte Hans Wolters seine Mitarbeit für die Abteilung für Vogelkunde fort.
Wolters Forschungsschwerpunkt war die Systematik der Vögel, insbesondere die spezifischen und supraspezifischen  Beziehungen der Vogeltaxa. Er betrieb detaillierte Studien innerhalb der Ordnung der Sperlingsvögel, vornehmlich über die Familien der Prachtfinken, der Nektarvögel und der Webervögel. 1974 verfasste er die wissenschaftliche Erstbeschreibung zum Ballmannweber (Malimbus ballmanni).
Wolters gehörte zu den ersten europäischen Taxonomen, die eine kladistische Klassifizierung für die Vogelphylogenese verwendeten. Dieses System bildete die Basis für sein Hauptwerk Die Vogelarten der Erde, das zwischen 1975 und 1982 veröffentlicht wurde. In diesem Buch veröffentlichte Wolters nicht nur die bis dahin umfangreichste deutschsprachige Liste von Trivialnamen, sondern er prägte auch viele neue Untergattungen. 1983 erschien das Werk Die Vögel Europas im System der Vögel, in dem Wolters eine Anzahl von Änderungen an seinen früheren Klassifizierungen vornahm.

## Ehrungen und Dedikationsnamen
1971 erhielt Wolters die Ehrendoktorwürde der Universität Bonn. 1982 wurde er in das Komitee für Ornithologische Nomenklatur innerhalb des International Ornithological Committee gewählt. 1988 wurde er Ehrenmitglied der Deutschen Ornithologen-Gesellschaft. 1982 wurde Wolters zum korrespondierenden Mitglied und 1991 zum Ehrenmitglied der American Ornithologists’ Union gewählt.
Henri Schouteden benannte 1956 die Unterart Lonchura bicolor woltersi des Glanzelsterchens und Hans Kumerloeve benannte 1969 die Unterart Calandrella brachydactyla woltersi der Kurzzehenlerche zu Ehren von Hans Edmund Wolters.

## Schriften (Auswahl)
- 1950: Beiträge zur Gattungssystematik der Vögel (mit Hans von Boetticher)
- 1963: Vögel in Käfig und Voliere: ein Handbuch für Vogelliebhaber: Prachtfinken, Bd. 2 (mit Klaus Immelmann und Joachim Steinbacher)
- 1965: Prachtfinken Bd. 1 (mit Klaus Immelmann und Joachim Steinbacher)
- 1971: Säugetiere und seltene Vögel in den Nationalparks Ostafrikas (mit John George Williams)
- 1973: Die Vögel Ost- und Zentralafrika (mit John George Williams)
- 1975–1982: Die Vogelarten der Erde: Eine systematische Liste mit Verbreitungsangaben sowie deutschen und englischen Namen, 7 Bände, Parey Verlag, Hamburg/Berlin 1982, ISBN 978-3-4900911-8-5
- 1983: Die Vögel Europas im System der Vögel: eine Übersicht